# Deutsch-Alpenländischer Fußballverband
Der Deutsch-Alpenländische Fußballverband (DAFV) war ein österreichischer Fußballverband für Kärnten, Oberösterreich, Salzburg, Steiermark, Tirol und Vorarlberg und wurde am 2. Juli 1911 in Graz gegründet und ging 1921 in den steirischen Fußballverband über.

## Gründung
Am 2. Juli 1911 kam es in Graz zur ersten Sitzung, wahrscheinlich die Gründungsversammlung, dieses Verbandes im Hotel „Goldene Birne“, dem heutigen Parkhotel. Die Vertreter folgender Vereine waren anwesend:
- Grazer AK,
- Grazer SV,
- „Eiche“ Cilli AC,
- Marburger SV,
- Knittelfelder SV,
- Schwarze Elf Judenburg und
- FC Lustenau.

## Präsidenten des DAFV
Als erster Obmann/Präsident des Deutsch-Alpenländischen Fußballverbandes wurde Eduard Krodemansch gewählt.
Die Präsidenten des Steirischen Fußballverbandes:
| - 1911–1912: Eduard Krodemansch - 1913–1914: Krauth - 1914–1918: kein Verbandsbetrieb - 1919: Albert Gaischek - 1920: Slama - 1921: Blaschek |

## Mitglieder
Außer den Gründungsmitgliedern „Eiche“ Cilli AC, Grazer AK, Grazer SV, Schwarze Elf Judenburg, Knittelfelder SV, FC Lustenau und Marburger SV waren noch AAC Graz, Grazer Amateur SC, Amateure Graz, BFC Germania Graz, SC Hakoah Graz, FC Rapid Graz, Grazer Sportclub, Grazer Fußballclub „Sturm“ und SC Weiße Elf Gösting beim Verband gemeldet und nahmen bis 1919/20 an den Meisterschaften teil.

## Nationalmannschaft
keine Informationen

## Bewerbe
| Saison        | Meister                                   |
| Meisterschaft | Meisterschaft                             |
| ------------- | ----------------------------------------- |
| 1911/12       | –                                         |
| 1912/13       | SK Sturm Graz                             |
| 1913/14       | SK Sturm Graz                             |
| 1914/15       | während des Ersten Weltkriegs eingestellt |
| 1915/16       | während des Ersten Weltkriegs eingestellt |
| 1916/17       | während des Ersten Weltkriegs eingestellt |
| 1917/18       | während des Ersten Weltkriegs eingestellt |
| 1919          | SK Sturm Graz                             |

Die erste Meisterschaft in der Steiermark richtete der Deutsch-Alpenländischer Fußballverband in der Saison 1912/13 aus und in die Abschlusstabelle führte der Grazer Fußballclub „Sturm“ vor Rapid Graz, Grazer Sportvereinigung, Grazer Amateur SC und Deutscher Athl. SC Cilli an. In der nächsten Saison spielte man auch eine Meisterschaft aus, die ebenfalls von Sturm gewonnen wurde. Wegen des Ersten Weltkrieges war die Durchführung eines Bewerbes unmöglich und erst 1919 organisierte man den von dem DAFV letzten Bewerb durch, den ebenfalls Sturm gewann.

## Auflösung
Durch die Abspaltung im Jahr 1919 und der anschließenden Neugründung der Verbände von Oberösterreich (1919), Salzburg (1921), Tirol (1919) und Vorarlberg (1920) in den nächsten Jahren wurde im Oktober 1919 der Deutsch-Alpenländische Fußballverband in Fußballverband für Steiermark und Kärnten umbenannt, da nur mehr diese beiden Bundesländer verblieben waren. Am 20. März 1920 wurde diese Namensänderung dann beschlossen und der Wirkungsbereich dem Namen entsprechend eingeengt. Der ÖFV hatte dieser Änderung zugestimmt. In der Folge zerfiel der Deutsch-Alpenländische Fußballverband, nach dem Austritt der Kärntner Klubs – als Begründung wurden unter anderem die schlechten Bahnverbindungen angegeben – blieben nur noch steirische Mannschaften über, so dass im Mai 1921 die Umbenennung in den Steirischen Fußballverband erfolgte.

### Kärnten und Steiermark
Nachdem der Deutsch-Alpenländische Fußballverband zerfiel und im Mai 1921 nach Austritt der Kärntner Klubs nur noch steirische Mannschaften überblieben, entstand der Steirische Fußballverband. In der Steiermark schlossen sich die Vereine unter diesem Verband zusammen und es gewann in der 1. Klasse 1920/21 der SK Sturm Graz vor Grazer AK und Arbeiter Athletik Club. In der 2. Klasse konnte der Amateure Graz vor SC Rapid Graz, Grazer SV, ASV Gösting, SC Hakoah Graz gewinnen.
In Kärnten gründeten die Kärntner Vereine den Kärntner Fußballverband, eine erste Meisterschaft wurde in der Saison 1921/22 ausgetragen. Meister wurde Klagenfurter AC vor Amateure SK Klagenfurt, Klagenfurter Turnverein, Villacher SV, Kaufmännischer SK Klagenfurt und SK Vorwärts Klagenfurt.

### Oberösterreich und Salzburg
In Oberösterreich und Salzburg wurde 1919 ein Fußballverband für Oberösterreich und Salzburg und schon im Gründungsjahr, 1919, wurde eine Meisterschaft ausgetragen: Die Saison 1919/20, die ohne Salzburger Beteiligung vonstattenging, und die Folgesaison 1920/21 organisierte der Fußballverband alle Fußballangelegenheiten für die beiden Bundesländer.
In Oberösterreich wurde nach dem Ersten Weltkrieg die Fußballbegeisterung größer. Der Linzer SK, der während des Krieges praktisch untergegangen war, wurde 1919 mit dem seit 1899 bestehenden Linzer Athletik-Sportklub Siegfried, der auf Ringen, Gewichtheben und Bankdrücken spezialisiert war, zum LASK fusioniert. 1921 wurde dann ein eigener Oberösterreichischer Fußballverband gegtündet, der in der Saison 1920/21 eine erste Meisterschaft 1920/21 durchführte, die der Vorwärts Steyr vor Welser SC, 1. Salzburger SK 1919, Linzer ASK und SV Urfahr vor sich entscheiden konnte.
In Salzburg erreichte 1920 die Salzburger Verbandshälfte beim Österreichischen Fußball-Verband (ÖFV), der Vorgänger des heutigen ÖFB, eine weitgehende Autonomie vom in Linz ansässigen gemeinsamen Verband für Oberösterreich und Salzburg. An der gemeinsamen Liga mit Oberösterreich nahm nur der ein Salzburger Verein, der 1. Salzburger SK 1919, in der Saison 1920/21 teil.
Bedingt durch die Dominanz der oberösterreichischen Verbandshälfte konstituierte sich am 15. April 1921 ein selbstständiger Fußballverband für das Bundesland Salzburg. Obwohl von oberösterreichischer Seite vehement gegen diese Separierung opponiert wurde, erkannte der ÖFV noch im selben Jahr die Eigenständigkeit des Salzburger Fußballverbandes an. Die erste Meisterschaft vom SFV wurde in der Saison 1921/22 ausgetragen und brachte als Sieger den 1. Salzburger SK 1919 vor Salzburger AK 1914, Deutscher SV Salzburg, SK Oberndorf, Itzlinger SK und SK Neumarkt hervor.

### Tirol und Vorarlberg
In Tirol wurde der Gauverband Tirol des Deutsch-Alpenländischen Fußballverbandes am 5. September 1919 im Gasthaus „Grauer Bär“ von sechs Vereinen gegründet:
- SV Innsbruck, vormals Fußball Innsbruck,
- FC Wacker, vormals Olympia Innsbruck,
- FC Rapid, vormals FM Kriketer,
- FC Germania,
- R.U.R. Veldidena und die
- Fußballabteilung des ATV Innsbruck.

Nach dem Zweiten Weltkrieg wurde der Gauverband Tirol in Tiroler Fußballverband umbenannt.
In Vorarlberg gründeten sechs Vereine am 4. Juli 1920 im Hotel Rhomberg in Dornbirn den Vorarlberger Fußballverband. Die Gründervereine des VFV waren:
- FC Lustenau 1907
- FC Dornbirn 1913
- Turnerbund Lustenau
- FC Bregenz
- FC Bludenz und
- TV Jahn-Lustenau.